# تحويل اليهود

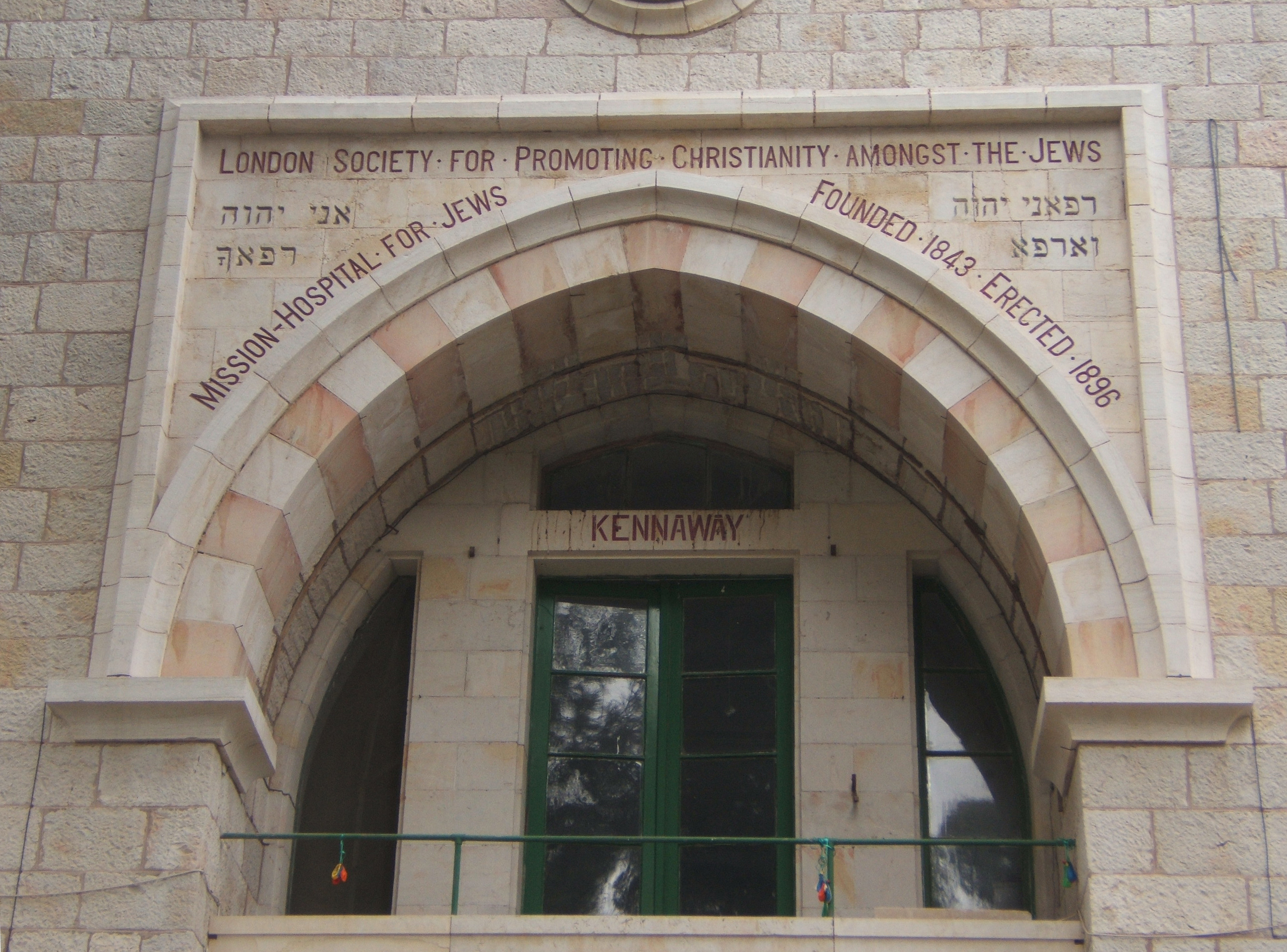
مستشفى تابع لجمعية لندن التبشيرية؛ وهي من أبرز الجمعيات التي عملت على التبشير والتنصير بين اليهود.

تحويل اليهود هو حدث مستقبلي يعني تحويل اليهود إلى المسيحية يتوقعه الكثير من المسيحيين. تعتبر بعض الجماعات المسيحية تحويل اليهود إلى المسيحية ضرورة حتمية وملحة وأسست جمعيات ومؤسسات تبشيريّة لتحقيق ذلك. ومع ذلك، تعتبر جهود تحويل اليهود إلى المسيحية في بعض الأحيان بأنها معادية للسامية. أعلنت عدد من الطوائف المسيحية التقدميّة علنًا أنهم لن تقوم بالتبشير بين اليهود. في حين أن الكنائس المسيحية المحافظة والكنائس البروتستانتية الخط الرئيسي الأخرى تواصل جهودها لتنصير اليهود، مدعية أن هذا العمل ليس معاديًا للسامية.
نتج عن هذه الجهود التبشيرية جماعات من اليهود المسيحيين وهم يهود عرقيًا وإثنيًّا ممن تحولوا إلى الديانة المسيحية. وهم في الغالب أعضاء في الكنيسة الكاثوليكية والبروتستانتية، وتم استيعابهم ثقافيًا بشكل عام في صلب التيار المسيحي المركزي، على الرغم من أنّ بعض هذه الجماعات المسيحية اليهودية التوفيقية تحتفظ بشعور قوي تجاه هويتها اليهودية أبرزها الكاثوليك العبرانيين (بالعبرية: עִבְרִים קָתוֹלִים)، واليهود المسيانيين (بالعبريّة: יְהוּדִים מָשִׁיחַיים) وهي حركة إنجيلية بروتستانتية تؤكد على العنصر «اليهودي» في الإيمان المسيحي ويتكون أتباعها من اليهود المؤمنين بالمسيح ويعتبر اليهود المسيانيين حركة يهودية عرقيًا مسيحية دينيًا.